# Монтероні-д'Арбія
Монтероні-д'Арбія (італ. Monteroni d'Arbia) — муніципалітет в Італії, у регіоні Тоскана,  провінція Сієна.
Монтероні-д'Арбія розташоване на відстані близько 175 км на північний захід від Рима, 65 км на південь від Флоренції, 13 км на південний схід від Сієни.
Населення — 9007 осіб (2014).

## Демографія
Населення за роками:

Станом на 1 січня 2023 року в муніципалітеті офіційно проживало 1113 іноземців з 63 країн, серед них 237 громадян країн Євросоюзу та 47 громадян України.

## Сусідні муніципалітети
- Ашано
- Буонконвенто
- Мурло
- Сієна
- Совічилле